# Чемпионат Европы по лёгкой атлетике в помещении 1982 — толкание ядра (мужчины)
Соревнования по толканию ядра у мужчин на чемпионате Европы по лёгкой атлетике в помещении в Милане прошли 7 марта 1982 года во Дворце спорта «Сан-Сиро».
Действующим зимним чемпионом Европы в толкании ядра являлся Рейо Стольберг из Финляндии.

## Рекорды
До начала соревнований действующими были следующие рекорды в помещении.
| Высшее мировое достижение        | Джордж Вудс (США)            | 22,02 м | Инглвуд, США     | 8 февраля 1974  |
| Рекорд Европы                    | Удо Байер (ГДР)              | 21,10 м | Зенфтенберг, ГДР | 17 февраля 1978 |
| Рекорд чемпионатов Европы        | Джефф Кейпс (Великобритания) | 20,95 м | Гётеборг, Швеция | 10 марта 1974   |
| Лучший результат сезона в мире   | Кевин Эйкинс (США)           | 21,38 м | Колумбус, США    | 13 февраля 1982 |
| Лучший результат сезона в Европе | Владимир Милич (Югославия)   | 20,64 м | Милан, Италия    | 30 января 1982  |

## Расписание
| Дата         | Раунд соревнований |
| ------------ | ------------------ |
| 7 марта 1982 | Финал              |

Время местное (UTC+2)

## Медалисты
| Золото                   | Серебро                      | Бронза                    |
| Владимир Милич Югославия | Ремигиус Махура Чехословакия | Йован Лазаревич Югославия |

## Результаты
Обозначения: WB — Высшее мировое достижение | ER — Рекорд Европы | CR — Рекорд чемпионатов Европы | NR — Национальный рекорд | WL — Лучший результат сезона в мире | EL — Лучший результат сезона в Европе | PB — Личный рекорд | SB — Лучший результат в сезоне | DNS — Не вышел в сектор | NM — Без результата | DQ — Дисквалифицирован

Основные соревнования в толкании ядра у мужчин прошли 7 марта 1982 года. В сектор вышли 14 атлетов. Победу одержал лидер сезона Владимир Милич из Югославии.
| Место | Атлет             | Гражданство    | Результат | Примечания |
| ----- | ----------------- | -------------- | --------- | ---------- |
| 1     | Владимир Милич    | Югославия      | 20,45 м   |            |
| 2     | Ремигиус Махура   | Чехословакия   | 20,07 м   | PB         |
| 3     | Йован Лазаревич   | Югославия      | 19,65 м   | PB         |
| 4     | Владимир Киселёв  | СССР           | 19,55 м   |            |
| 5     | Алессандро Андреи | Италия         | 19,49 м   |            |
| 6     | Марко Монтелатичи | Италия         | 18,99 м   |            |
| 7     | Удо Гельхаузен    | ФРГ            | 18,92 м   | PB         |
| 8     | Ив Брузе          | Франция        | 18,54 м   |            |
| 9     | Луиджи Синтони    | Италия         | 18,47 м   |            |
| 10    | Люк Вьюде         | Франция        | 18,43 м   |            |
| 11    | Эдвард Саруль     | Польша         | 18,36 м   |            |
| 12    | Эрвин Вайцль      | Австрия        | 18,32 м   | PB         |
| 13    | Иштван Качор      | Венгрия        | 17,91 м   |            |
| 14    | Саймон Родхаус    | Великобритания | 17,87 м   |            |